# Iranischer Hip-Hop
Iranischer Hip-Hop bezeichnet Hip-Hop-Musik aus dem Iran. 
Der erste Versuch, iranischen Rap zu schaffen, erfolgte durch die aus Los Angeles stammende Gruppe Sandy Anfang der 1990er Jahre, ihre Musik wurde jedoch von der Mehrheit als Popmusik betrachtet. Der erste iranische Rapper, dessen Lyrik und Beats Aufmerksamkeit auf sich zogen, war Deev, dessen 2003 veröffentlichtes aggressiv politisches Stück Dasta Bala („Hände hoch“ oder auch: „Alle klatschen“) das erste Hip-Hop Stück war, das in voller Länge ausgespielt wurde. Nachdem das erste Stück bald von Hītsch-kas (auf Persisch bedeutet sein Name „Niemand“) und später dann von Zedbazi veröffentlicht worden war, machte die Bewegung bis zum Sommer 2004 eine entscheidende Weiterentwicklung. Zu diesem Zeitpunkt hatte sich auf der bei Iranern beliebten sozialen Netzwerkbildungsseite Orkut eine persische Rapper- und Hip-Hop-Szene herausgebildet. Trotz der minimalen Unterstützung durch die traditionellen Medien, wächst die Beliebtheit des persischen Hip-Hop unter der iranischen Jugend infolge einer hohen Internetanhängerschaft und eines steten Anstiegs in der Qualität der Musik.

## Geschichte
Mit der Einführung des Satellitenfernsehens im Iran Anfang der 1990er Jahre und der weltweiten Anerkennung des Hip-Hop und seiner amerikanischen Künstler wie 2pac, N.W.A und Eminem fand diese Musikrichtung Zuspruch bei den größtenteils nach der Islamischen Revolution von 1979 geborenen iranischen Jugendlichen. Sie nahmen die Beats und die rhythmischen Texte begierig auf und begannen, schließlich selbst dieses Genre der Musik auf Persisch zu schaffen. Bald entwickelten sie sich von Rap-Anhängern zu Dichtern und Produzenten und brachten so ans Licht, wie sie das Leben als Iraner sahen, und was sie von der Welt wollten. Sie benutzten die Musik als Mittel des Selbstausdrucks und brachten schließlich Künstler wie Daad, Deev, Hich Kas, Pishro, Farid Sargon, Zedbazi, Yas hervor, die, jeder für sich, ihren eigenen Beitrag zum iranischen Hip-Hop leistete (a.k.a: Persisches Rap).